# Kjol
En kjol är ett klädesplagg som börjar vid midjan, täcker stussen och kan vara av varierande längd, beroende på rådande mode och funktion. Kjolar kan vara raka eller klockformade, ha veck eller vara plisserade. Vanligen bärs kjol med strumpbyxor eller leggings. I den västerländska kulturen betraktas kjolen som ett traditionellt damplagg.
Ordet kjol kan också syfta på den nedre delen av en klänning eller ett förkläde.
Omlottkjol är en kjol tillverkad i ett enda stycke tyg och som hålls ihop med band eller spännen. Som strandplagg kallas den sarong. En hängselkjol har hängslen som kan vara dekorativa men även bidra till att hålla kjolen på plats.

## Olika typer av kjolar
- Aftonkjol
- Balettkjol
- Byxkjol
- Kortkort
- Maxikjol
- Minikjol
- Pennkjol
- Tulpankjol
- Ultrakort